# Alexander Onischuk
Alexander Onischuk (sinh 3 tháng 9 năm 1975) là một đại kiện tướng quốc tế cờ vua người Mỹ gốc Ukraina. Anh định cư ở Mỹ từ năm 2001 và hiện sống ở Baltimore. Onischuk là nhà vô địch cờ vua Mỹ năm 2006 và hiện tại có hệ số điểm Elo thứ ba của Mỹ.
Một trong những thành tích nổi bật của Onischuk ở giải cờ Biel năm 2007, anh giành ngôi vị á quân sau Magnus Carlsen, cùng 5,5 điểm sau 9 ván nhưng thua ở trận tie-break quyết định ngôi vô địch.